# شقة الأستاذ عليوة (فلم)
شقة الأستاذ عليوة هو فيلم مصري أُصدر سنة 1989، من بطولة صلاح ذو الفقار وليلي طاهر، وإخراج سعيد عبد الله.

## القصة
بعد تخرَّج شقيقه، يقوم خالد بخطبة داليا، ويعرض على أسرته بعد فترة أن يقيم معهم في الشقة بعد زواجه، وذلك لصعوبة تكاليف المعيشة، إلا أن الأب والأم لا يوافقان.

## طاقم العمل
- تأليف: فاتن السراج
- إخراج: سعيد عبد الله
- منتج منفذ: ممدوح الليثي
- تصوير: وحيد فريد
- موسيقي: هاني شنودة

## بطولة
- صلاح ذو الفقار
- ليلي طاهر
- محمد توفيق
- تهاني راشد
- معتز الدمرداش
- أحمد سلامة